# 테미르타우
테미르타우(카자흐어: Теміртау, 러시아어: Темиртау)는 카자흐스탄 카라간다주의 도시로 카라간다 북서쪽에 위치하고 있다. 인구는 2020년 기준으로 185,409명이다. 도시의 이름은 카자흐어로 "철의 산"을 뜻한다.

## 정치

### 역대 시장
- 카말틴 무하메자노프(1990년~1993년)
- 알리 카라발린(1993년~1996년)
- 니콜라이 주마노프(1997년 1월 3일~1997년 6월 16일)
- 예를란 도스마감베토프(1997년 6월~1997년 9월)
- 알리 카라발린(1997년 9월~2001년 3월)
- 세리크 아흐메토프(2001년~2003년)
- 발디르간 무신(2003년 7월~2006년)
- 오랄 비테바예프(2006년~2010년 1월 11일)
- 누르켄 술타노프(2010년 1월 11일~2015년 8월 7일)
- 갈림 아시모프(2015년~2020년)
- 카이라트 베기모프(2020년~2022년)
- 오라스 타우르베코프(2022년 9월 5일~현재)

## 자매 도시
- 보스니아 헤르체고비나 제니차
- 우크라이나 카미얀스케